# Jerboa (muzikant)
Jerboa (pseudoniem van Frederik Dejongh) is een Belgische sampling-, hiphop- en popartiest, die weleens de Vlaamse DJ Shadow wordt genoemd.

## Loopbaan
Dejongh studeerde in 2001 af aan het Rotterdamse SAE Institute als audio-engineer.
Zijn eerste werk bestond uit zelfgemaakte ep's (Eardrums met LeFtO, The Dudes of Hazard met Stino en solo de ep Au Cinema). In 2005 verscheen het volwaardige debuutalbum Music for My Instruments.
Het tweede album betekende een verschuiving van hiphopgetinte muziek naar meer popachtige nummers. Het album werd geproduceerd door Alex Callier en bevat gastvocalen  van onder meer Gunther Nagels (Donkey Diesel), Trixie Whitley,  Krewcial en Callier zelf.
Jerboa speelde onder meer op Pukkelpop en Dour Festival.

## Discografie
- Jerboa, Desk e.a. - Cuttin' Stylus (2002)
- Jerboa - Au Cinema (2003)
- Dudes of Hazard, Jerboa - Photographic Fantasy (2004)
- Jerboa, Lefto - Eardrums (2004)
- Jerboa - Music for My Instruments (2005)
- Jerboa - Rockit Fuel (2007)
- Jerboa - Rockit Fuel re-mastered (2018)